# Estadi de Bouaké
L'Estadi de Bouaké, també és conegut com Stade de la Paix, és un estadi esportiu de la ciutat de Bouaké, a Costa d'Ivori. Té una capacitat per a 35.000 espectadors.
Va ser inaugurat el 1984 per a ser seu de la Copa d'Àfrica de Nacions 1984. També serà seu de la Copa d'Àfrica de Nacions 2023.
És la seu dels clubs ASC Bouaké i Alliance Bouaké

## Referències

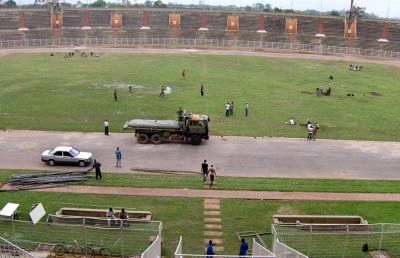
L'estadi durant la reconstrucció.